# Archikatedra Najświętszej Maryi Panny Wniebowziętej w Edynburgu
Archikatedra NMP Wniebowziętej w Edynburgu (ang. The Metropolitan Cathedral of Our Lady of the Assumption) – rzymskokatolicka katedra w Edynburgu, stolicy Szkocji. Jest siedzibą katolickiego arcybiskupa Saint Andrews i Edynburga i głównym kościołem archidiecezji St Andrews i Edynburga. Obecnie arcybiskupem jest abp Leo Cushley, głowa kościoła rzymskokatolickiego w Szkocji.

## Historia
Kościół Najświętszej Maryi Panny został wybudowany w 1814 i zaprojektowany przez architekta Jamesa Gillespie Grahama (1776–1855). Kościół przez lata został znacznie upiększony i w 1878 podczas odbudowy hierarchii kościelnej w Szkocji został prokatedrą nowej archidiecezji Saint Andrews i Edynburga. W dniu 5 lipca 1886 został podniesiony do godności archikatedry i otrzymał wszystkie prawa i przywileje jej przysługujące.
Katedra była powiększana, przebudowywana i remontowana wielokrotnie na przestrzeni lat, ostatnia przebudowa miała miejsce w latach siedemdziesiątych XX wieku. Papież Jan Paweł II odwiedził katedrę w maju 1982 podczas wizyty duszpasterskiej do Szkocji.